# 哈飛汽車

哈飛汽車（HAFEI MOTOR）は、中華人民共和国黒竜江省ハルビン市を拠点とする自動車メーカーである。

## 歴史
1994年9月20日に航空機を製造する哈爾浜飛機製造公司の子会社として設立。大宇・ティコのライセンス生産から自動車製造業を開始し、約30万台が生産された。1996年イタリアのカロッツェリア、ピニンファリーナと提携し1999年の北京モーターショーで共同制作された小型バン、Hafei Zhongyi(哈飛・中意)が発表される。2009年に同じ小型車製造を中心とする長安汽車に買収された。2014年前後、経営販売不振に伴う全車種の生産､販売が中止された。

## 車種
軽ワゴン、商用車

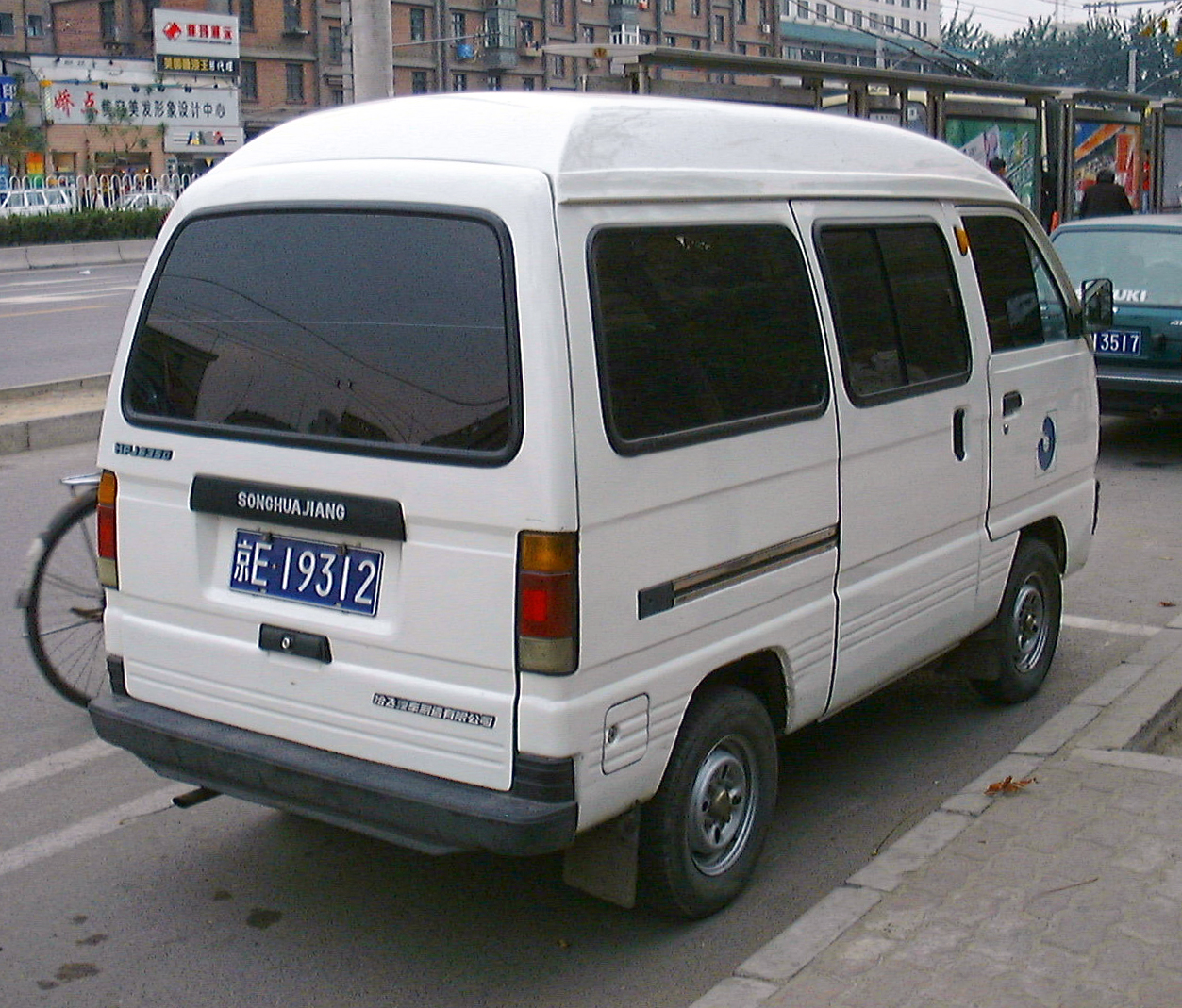
哈飛・松花江HFJ6350

- 松花江HFJ6350 [1984年〜1990年代後半]
- 中意 [2000年〜2013年]1999年北京モーターショーに初登場、翌年から発売された。開発はイタリアの「Pininfarina社」に任され、軽トラック版もある。
- 民意 [2006年〜2014年前後]
- 路尊小霸王 [2010年〜2014年前後]
- 路尊大霸王 [2011年〜2014年前後]
- 駿意 [2012年〜2014年前後]
- 中意V5 [2013年〜2014年前後]事実上は「哈飛汽車」の幕を下ろす最終作の車である。

乗用車
- 百利 [1994年〜2004年]大宇・ティコのライセンス生産。
- 賽馬 [2001年〜2014年前後]三菱・ミラージュディンゴのライセンス生産。
- 路宝 [2004年〜2014年前後]輸出名は「LOBO」。初代目の開発は中意と同じく，イタリアの「Pininfarina社」に任された。
- 賽豹Ⅲ [2004年〜2008年]
- 賽豹V [2006年〜2014年前後]